# Step Up 2 - La strada per il successo
Step Up 2 - La strada per il successo (Step Up 2 the Streets) è un film statunitense del 2008, con protagonisti Briana Evigan e Robert Hoffman, sequel di Step Up del 2006. È uscito nelle sale cinematografiche italiane il 18 aprile 2008.

## Trama
A Baltimora, Andrea "Andie" West è una ragazza orfana che vive con Sarah, la migliore amica di sua madre. È una ballerina che fa parte di una crew chiamata "410" con la quale sta preparando l'evento di street dance più importante della città, la sfida tra crew The Streets. Il ballo tuttavia la distoglie dalla scuola. Dopo che Andie è stata protagonista di un video di ballo in una stazione in cui i suoi compagni commettono crimini e finisce su Internet, Sarah vorrebbe che la ragazza andasse a vivere in Texas con la zia ma Andie invece scappa di casa perché ciò significherebbe andarsene dalla sua realtà e dalla sua crew.
La stessa sera, in un locale, Andie incontra Tyler Gage, suo fratello adottivo, che la convince ad iscriversi alla Maryland School of Arts per poter rimanere in città. Questo tuttavia provoca la rabbia dei componenti della 410, che cacciano la ragazza. Superata la prova d'ingresso alla Maryland, Andie si trova a dover affrontare un mondo del tutto nuovo, che con la realtà delle crew non ha nulla in comune. Incontra diversi amici alla Maryland School of Arts, come Chase Collins, fratello del ballerino di danza classica e direttore della scuola Blake Collins, e con loro crea un proprio gruppo di ballo alla quale vi si aggiunge anche Missy, l'amica precedentemente appartenente alla 410, che la convince a girare un video in cui provocano gli avversari, capeggiati da Tuck, per entrare in "The Streets". Ad una festa, Andie si innamora di Chase mentre i loro avversari iniziano la loro vendetta: picchiano a sangue Chase avvertendolo di stare lontano da Andie e dalle "Streets" (anche se Chase nasconderà a tutti l'accaduto) e distruggono la sala prove della scuola. Con tale evento, la scuola vieta agli studenti di partecipare alle competizioni illegali ed espelle Andie dalla scuola; poco dopo, Chase ammette il suo coinvolgimento nelle strade e cerca di convincere il direttore a far tornare Andie ma il direttore rifiuta poiché troppo occupato con la raccolta fondi.
Andie torna a casa da Sarah e cerca di raccontarle tutta la verità ma lei, venuta a conoscenza della notizia, si rifiuta di ascoltarla decidendo in maniera definitiva di mandarla in Texas. Andie fa le valigie e poco prima che lei lasci la casa arrivano tutti i componenti della scuola e la convincono a partecipare al "The Streets". Nel sentire che la colpa dell'accaduto non è di Andie ma di tutto il gruppo, Sarah permette a Andie di restare.
Quando il direttore si accorge che gli studenti non ci sono, va a vedere la competizione e si rende conto, grazie ad Andie, che "The Streets" sono solo una forma legittima di espressione artistica, decide di riammettere la ragazza alla scuola mentre infine Andie e Chase si scambiano un appassionato bacio.

## Colonna sonora
1. Haterz Everywhere - B.o.B
2. Killa - Cherish feat. Yung Joc
3. 369 - Cupid
4. Push - Enrique Iglesias feat. Lil Wayne
5. Low - Flo Rida feat. T-Pain
6. We All Want The Same Thing - Kevin Mickael
7. Shake Your Pom Pom - Missy Elliott
8. Girl You Know - Scarface feat. Trey Songz
9. Lives In Da Club - Sophia Fresh feat. Jay Lyriq
10. Money In The Bank - Swizz Beatz
11. Bounce - Timbaland
12. The Way I Are - Timbaland
13. Church - T-Pain
14. I'm A G - Yung Joc feat Bun B & Young Dro
15. The Potion - Ludacris
16. Breaking Benjamin  - The Diary of Jane
17. Everything I Can't Have - Robin Thicke
18. Hypnotized - Akon
19. Ching a Ling - Missy Elliott

## Riconoscimenti
- 2008 - MTV Movie Awards
  - Miglior bacio a Briana Evigan e Robert Hoffman
- 2008 - Teen Choice Awards
  - Miglior film drammatico
  - Nomination Miglior rivelazione femminile a Briana Evigan
- 2008 - Alliance of Women Film Journalists
  - Nomination Miglior film inaspettato
- 2008 - Imagen Foundation Awards
  - Nomination Miglior attrice non protagonista a Danielle Polanco